# Eric Buckner
Eric Rashard Buckner (nacido el 26 de abril de 1990 en Ehrhardt, Carolina del Sur) es un jugador de baloncesto estadounidense. Mide 2.08 metros de altura y juega en la posición de pívot en las filas del Bandırma Bordo de la TBL la segunda competición de Turquía. 

## Trayectoria deportiva
En 2012, tras terminar su periplo universitario en Georgia State Panthers, da el salto a Europa para jugar en Turquía.
Formaría parte del İstanbul BB y del Uşak Sportif.
En verano de 2015 firma con el Türk Telekom B.K..
En 2016,  cumple su segunda temporada en BSL tras brillar en la segunda división del basket turco. Ha promediado 10 puntos y 6.3 rebotes en liga turca con el Turk Telekom.
El 11 de febrero de 2021, firma por el B.C. Astana de la VTB League.
El 14 de agosto de 2021, firma por el Afyon Belediyespor de la Basketbol Süper Ligi.